# 莫里斯·韋茲
莫里斯·韋茲（Morris Weitz /ˈwiːts/；1916年7月24日—1981年2月1日）是一位美國學者、哲學家，以其艺术不可定义论知名。

## 生平

### 私人生活
莫里斯·韋茲於1916年7月24日出生於底特律，雙親是歐洲移民。他的妻子瑪格麗特·柯林斯是一名研究法國文化的學者和作家，二人育有二子一女，即理查德、大衛和凱瑟琳·韋茲。1981年2月1日在美國波士頓羅克斯伯里的一家醫院裡因病逝世。

### 職業生涯
1938年韋茲在韋恩州立大學獲得BA學位，之後前往芝加哥大學學習法國歷史，在芝加哥結識伯特兰·罗素，受後者影響開始研究哲學。後來在密歇根大學攻讀博士，1943年畢業，博士論文是《伯特兰·罗素哲學中的分析法》（The Method of Analysis in the Philosophy of Bertrand Russell）。畢業後先後在華盛頓大學（1944–5）、瓦薩學院（1945–8）和俄亥俄州立大學（1954–69）執教。1953年待在牛津大學。1959年獲得古根海姆奖。1969年開始在布兰迪斯大学教書直至逝世，此外也擔任哥倫比亞大學、康奈爾大學和哈佛大學客座教授。他是福布萊特學者之一。

## 思想
韋茲認為傳統美學為藝術所下定義都是失敗的。基於維特根斯坦的學說，他提出藝術屬於一種開放結構，因此雖然可以舉出一些典型的屬於藝術的作品，但這種列舉沒有盡頭，總是不斷地有新的“藝術”出現，而封閉的藝術概念只存在於歷史中。
不過他並不是要完全否定各種藝術的定義，韋茲認為它們的價值在於「為改變植根於藝術定義中的藝術概念之標準提供爭辯的理由」，就是因為學者們在不斷提出、修訂和反駁各種定義，各種藝術定義才有價值。韋茲說這類定義「在我們的藝術理解中變得與美學中的其它東西一樣關鍵，因為它教導我們在藝術中應該尋找什麼和如何看待它」。

## 著作
- Philosophy of the Arts, 1950 （页面存档备份，存于）
- Weitz, Morris. . Journal of Aesthetics and Art Criticism. 1956, 15: 27–35  [2018-02-16]. （原始内容存档于2022-04-09） –JSTOR. reprinted in P. Lamarque and S. H. Olsen (eds), Aesthetics and the Philosophy of Art: The Analytic Tradition （页面存档备份，存于）, (Oxford: Blackwell, 2004), pp. 12–18.
- Philosophy in literature (1963) （页面存档备份，存于）
- Hamlet and the philosophy of literary criticism (1964) ISBN 978-0226892399
- editor of "Problems in aesthetics" （页面存档备份，存于） (1959, 21970)

## 外部連結
- . The New York Times. February 4, 1981  [2014-12-20].